# Платишино
Платишино — деревня в Красногородском районе Псковской области России. Входит в состав Красногородской волости.

## География
Расположена в центральной части района, в 9 км к северо-востоку от районного центра, посёлка Красногородск.

## Население
| 2001 | 2002 | 2010 |
| ---- | ---- | ---- |
| 154  | ↘129 | ↘91  |

Численность население деревни по оценке на начало 2001 года составляла 154 жителя.

## История
С января 1995 до июля 2010 года деревня входила в Граинскую волость (с центром в д. Лукино), упразднённую в пользу  Красногородской волости.